# Sender Verden
Der Sender Verden ist eine von der früheren Deutschen Bundespost im Jahr 1966 als Gittermast erbaute Sendeeinrichtung für Fernsehen.

## Lage
Der Standort befindet sich entgegen der Bezeichnung nicht auf dem Gebiet der Stadt Verden (Aller), sondern auf dem Gebiet der Gemeinde Kirchlinteln, genauer gesagt an der Grenze zwischen den Ortschaften Luttum und Weitzmühlen. Geographisch befindet sich die Anlage auf zwei Grundstücken: Der Sendemast, die Betriebsgebäude inkl. Zuwegung und die Abspanneinrichtungen Ost / Nord-West befinden sich auf dem Gebiet der Gemeinde Kirchlinteln, die Abspanneinrichtungen Süd-West befinden sich auf dem Gebiet der Stadt Verden.
Der Standort des Turms ist auf einem Geestrücken gelegen und stellt mit 39 m ü. NN eine der höchsten Erhebungen in der Umgebung dar.

## Nutzung

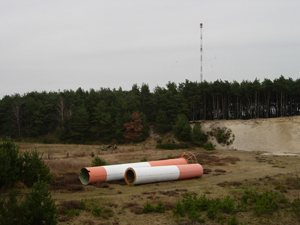
Die beiden Hälften des 2007 demontierten GFK-Zylinders

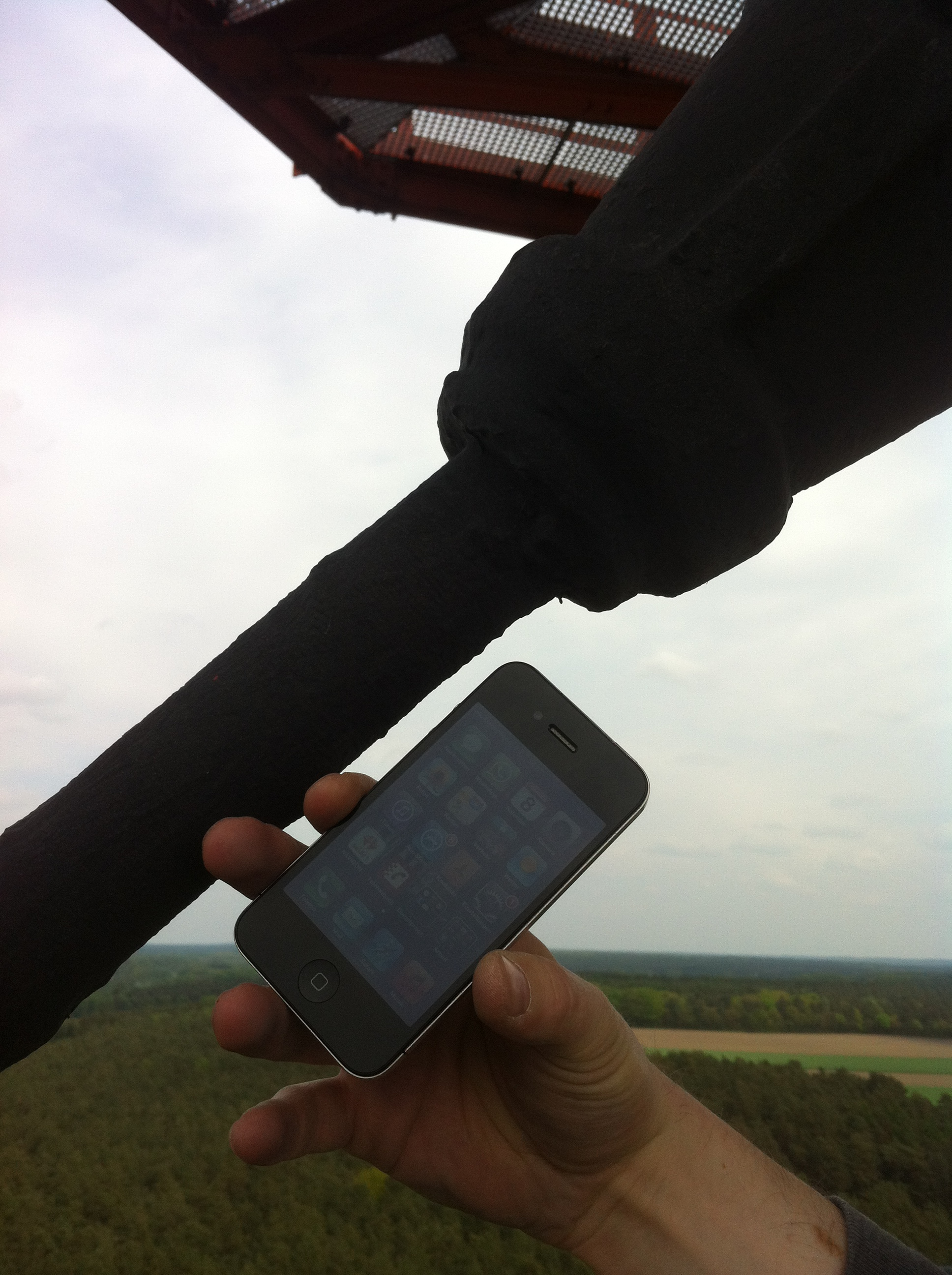
Größenvergleich einer Pardune und eines iPhone 4

Seit der Einführung des digitalen terrestrischen Fernsehens und der damit einhergehenden Einstellung des analogen terrestrischen Fernsehens wurde der Fernsehsendebetrieb am Sender Verden eingestellt, da er nicht für die Übertragung des Digitalfernsehens umgebaut wurde.
Ende des Jahres 2007 wurde die Fernsehantenne samt dem sie umgebenden GFK-Zylinder demontiert. Der Sender büßte 20 Meter seiner ursprünglichen Höhe von 222 Meter ein.
Seit der Einstellung des TV-Sendebetriebs wurde der Gittermast nur noch als Träger für Mobilfunkantennen genutzt.
Seit Ende 2010 werden durch einen regionalen Internet-Service-Provider einige umliegende Ortschaften mit schnellem Internet versorgt. Über die am Funkturm installierten Richtfunksysteme ist die DSL-Technik in diesen Ortschaften an das Internet angebunden. Die Richtfunk-Systeme wurden fortlaufend erweitert, um dem steigenden Bandbreitenbedarf gerecht zu werden.
Viele Ortschaften wurden seit 2016 per Glasfaser angebunden. Die Richtfunkstrecken werden seitdem als Backup aufrechterhalten und dienen bei Last-Spitzen als Ausgleich.
Im Jahr 2012 wurden auf dem Funkturm LTE-Sendeantennen und entsprechende Richtfunksysteme für die Zuführung von zwei Mobilfunkbetreibern installiert. Ebenfalls wurden zusätzliche Richtfunksysteme zur Versorgung weiterer umliegender Ortschaften installiert.
Im Jahr 2019 wurden von den Mobilfunkbetreibern T-Mobile und Vodafone umfangreiche Erweiterungen zum Ausbau des LTE-Netzes vorgenommen.

### Ersatzneubau
Im Dezember 2024 wurde mit dem Neubau eines laut Bauschild zukünftig 99,50 m hohen Stahlgitterantennenmastes in unmittelbarer Nähe des bisherigen Mastes begonnen. 

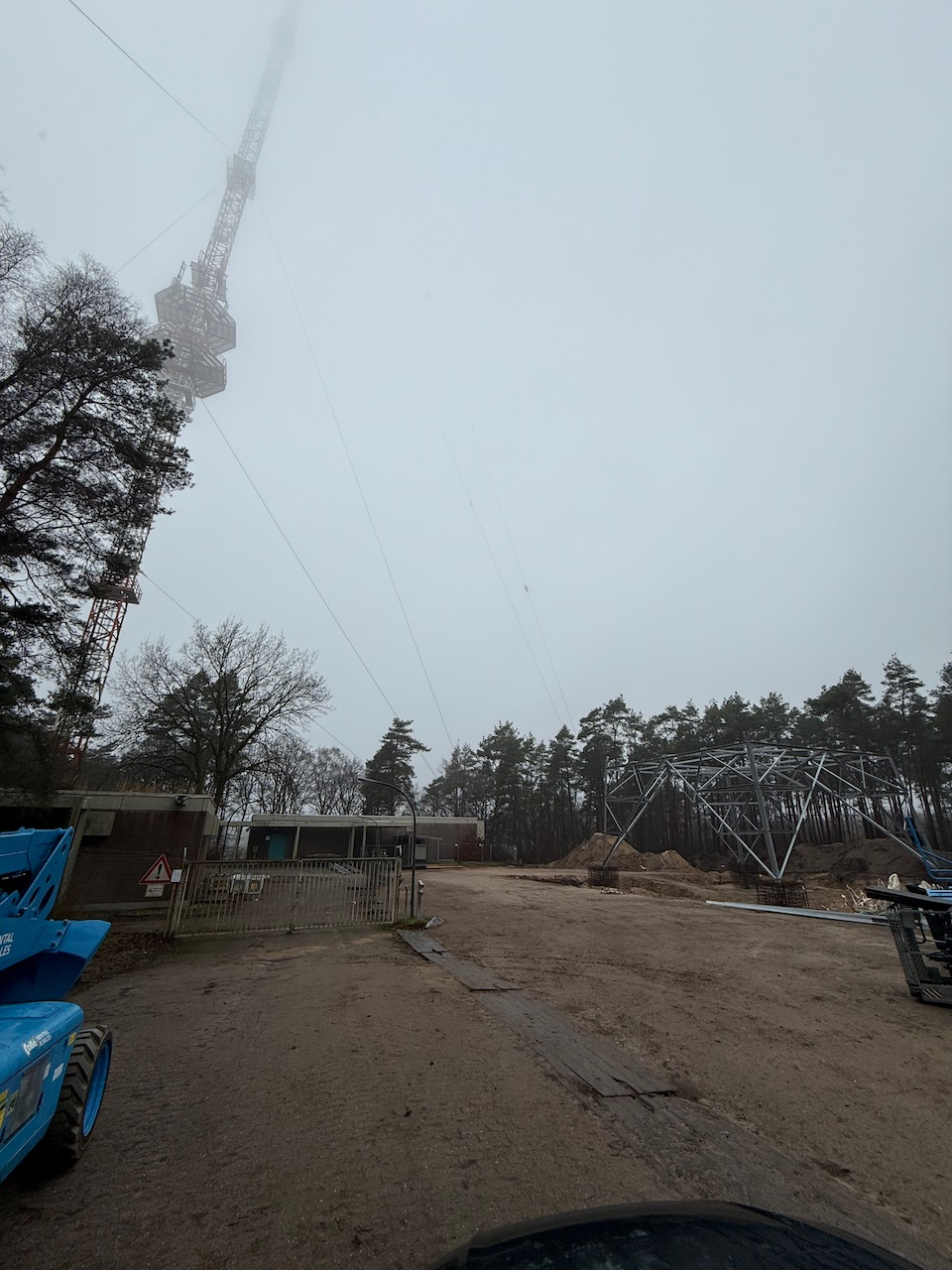
Erste Gefache eines neu entstehenden Stahlgittermastes in unmittelbarer Nähe des Sender Verden

## Geschichte
Der „Funkturm“, wie er in der Umgebung auch genannt wird, ist eine Art Wahrzeichen geworden und bietet sich hervorragend als Orientierungspunkt an.
Nach dem Grundstückserwerb durch die Deutsche Bundespost 1966 und Baubeginn im Folgejahr, wurden ab  8. Juli 1969 Fernsehbilder mit analoger Technik übertragen. Über die Techniken C-Netz, Eurosignal, D-Netz-Mobilfunk bis hin zur Übertragung von Internetverkehr hat dieser Standort die Ära der Digitalisierung mitverfolgt und ist heutzutage wieder bei seinem Erbauungsgrund angekommen: Er überträgt Fernsehen (TV), wenn auch heute über das Internet als Livestream.
Im Gegensatz zu ähnlichen Türmen wurden über den Sender Verden wenige Informationen veröffentlicht.

### Flugunfall 1971
Am 13. Mai 1971 befand sich ein niederländischer Kampfjet vom Typ „Norfolk F5“ (vermutlich gemeint ist ein Jagdflugzeug vom Typ Northrop F-5) auf einem Übungsflug von / nach Twente, als der Pilot im Tiefflug offenbar den Sendemast und seine Pardunen übersehen hat. Der Jet stieß mit einer der Pardunen zusammen, dabei wurde eine Tragfläche abgerissen und das Flugzeug geriet außer Kontrolle. Der Pilot versuchte sich mit dem Schleudersitz zu retten, wurde durch diesen aber in den Dachboden einer Scheune in der benachbarten Ortschaft Luttum katapultiert und verstarb dort. Die Maschine selbst kam ebenfalls in Luttum, in einem Wohnhaus, zum Absturz. Durch das auslaufende und sich sofort entzündende Kerosin entwickelte sich ein Großbrand. Dennoch gab es außer dem Piloten keine weiteren Opfer zu beklagen.

## Beitrag zum Naturschutz
Auf der 60-Meter-Plattform befindet sich ein Wanderfalken-Nistkasten. Dieser wurde durch den Wanderfalken-Schutz Norddeutschland e.V. mit der Genehmigung des Eigentümers Anfang der 1990er Jahre errichtet. In regelmäßigen Abständen finden dort erfolgreiche Bruten statt. Im Jahr 2018 wurde der Nistkasten von einem Standort unterhalb der 60-Meter-Plattform auf die 60-Meter-Plattform versetzt.

## Eigentümer
Betreiber und Eigentümer der Anlage ist die Deutsche Funkturm GmbH (DFMG) mit Sitz in Münster, eine Tochtergesellschaft der Deutschen Telekom AG.

## Ehemalige Frequenzen und Programme

### Analoges Fernsehen (PAL)
Die Ausstrahlung von analogem Fernsehen in PAL wurde mit der Einführung von DVB-T eingestellt. Damit gibt es keine Rundfunkübertragungen von diesem Standort mehr.
| Kanal | Frequenz (MHz) | Programm                      | ERP (kW) | Antennendiagramm rund (ND)/ gerichtet (D) | Polarisation horizontal (H)/ vertikal (V) |
| ----- | -------------- | ----------------------------- | -------- | ----------------------------------------- | ----------------------------------------- |
| 25    | 503,25         | ZDF                           | 66       | D (100°)                                  | H                                         |
| 60    | 783,25         | NDR Fernsehen (Niedersachsen) | 58       | D (100°)                                  | H                                         |